# Alanis (film)
Alanis is een Argentijnse film uit 2017, geregisseerd door Anahí Berneri.

## Verhaal
De jonge Alanis is sekswerker en woont met haar zoontje Dante en haar vriendin en collega Gissela in een appartement. Op een dag krijgen ze bezoek van inspecteurs van de gemeente, die zich voordoen als klanten. Niet lang daarna wordt hun bedrijf stopgezet, en wordt Gissela beschuldigd van mensenhandel.

## Rolverdeling
| Acteur                  | Personage                   |
| ----------------------- | --------------------------- |
| Sofía Gala Castiglione  | Alanis / Maria              |
| Dante Della Paolera     | Dante / Maria's zoon        |
| Dana Basso              | Gissela / prostituee        |
| Silvina Sabater         | Andrea / Maria's tante      |
| Carlos Antonio Vuletich | Román / Andrea's echtgenoot |
| Estela Garelli          | Sociaal werker              |
| Santiago Pedrero        | Santiago                    |

## Ontvangst

### Recensies
Op Rotten Tomatoes geeft 100% van de 12 recensenten de film een positieve recensie, met een gemiddelde score van 7,67/10.

### Prijzen en nominaties
De film won 5 prijzen en werd voor 12 andere genomineerd. Een selectie:
| Jaar | Evenement                      | Categorie                            | Genomineerde                        | Resultaat   |
| ---- | ------------------------------ | ------------------------------------ | ----------------------------------- | ----------- |
| 2017 | San Sebastián (65ste editie)   | Gouden Schelp voor beste film        | Alanis                              | Genomineerd |
| 2017 | San Sebastián (65ste editie)   | Zilveren Schelp voor beste regisseur | Anahí Berneri                       | Gewonnen    |
| 2017 | San Sebastián (65ste editie)   | Zilveren Schelp voor beste actrice   | Sofía Gala Castiglione              | Gewonnen    |
| 2018 | Cóndor de Plata (66ste editie) | Beste film                           | Alanis                              | Genomineerd |
| 2018 | Cóndor de Plata (66ste editie) | Beste regisseur                      | Anahí Berneri                       | Genomineerd |
| 2018 | Cóndor de Plata (66ste editie) | Beste actrice                        | Sofía Gala Castiglione              | Gewonnen    |
| 2018 | Cóndor de Plata (66ste editie) | Beste origineel scenario             | Anahí Berneri, Javier van de Couter | Genomineerd |
| 2018 | Cóndor de Plata (66ste editie) | Beste filmmuziek                     | Nahuel Berneri                      | Genomineerd |
| 2018 | Premio Sur (12de editie)       | Beste regisseur                      | Anahí Berneri                       | Genomineerd |
| 2018 | Premio Sur (12de editie)       | Beste actrice                        | Sofía Gala Castiglione              | Gewonnen    |
| 2018 | Premio Sur (12de editie)       | Beste debuterend actrice             | Dana Basso                          | Genomineerd |
| 2018 | Premio Sur (12de editie)       | Beste origineel scenario             | Anahí Berneri, Javier van de Couter | Genomineerd |